# Le Vignon-en-Quercy
Le Vignon-en-Quercy est une commune nouvelle française résultant de la fusion — au 1er janvier 2019 — des communes de Cazillac et Les Quatre-Routes-du-Lot, située dans le département du Lot, en région Occitanie.

## Géographie

### Communes limitrophes
Les communes limitrophes sont  Cavagnac, Condat, Cressensac-Sarrazac, Cuzance, Martel et Strenquels.

### Hydrographie

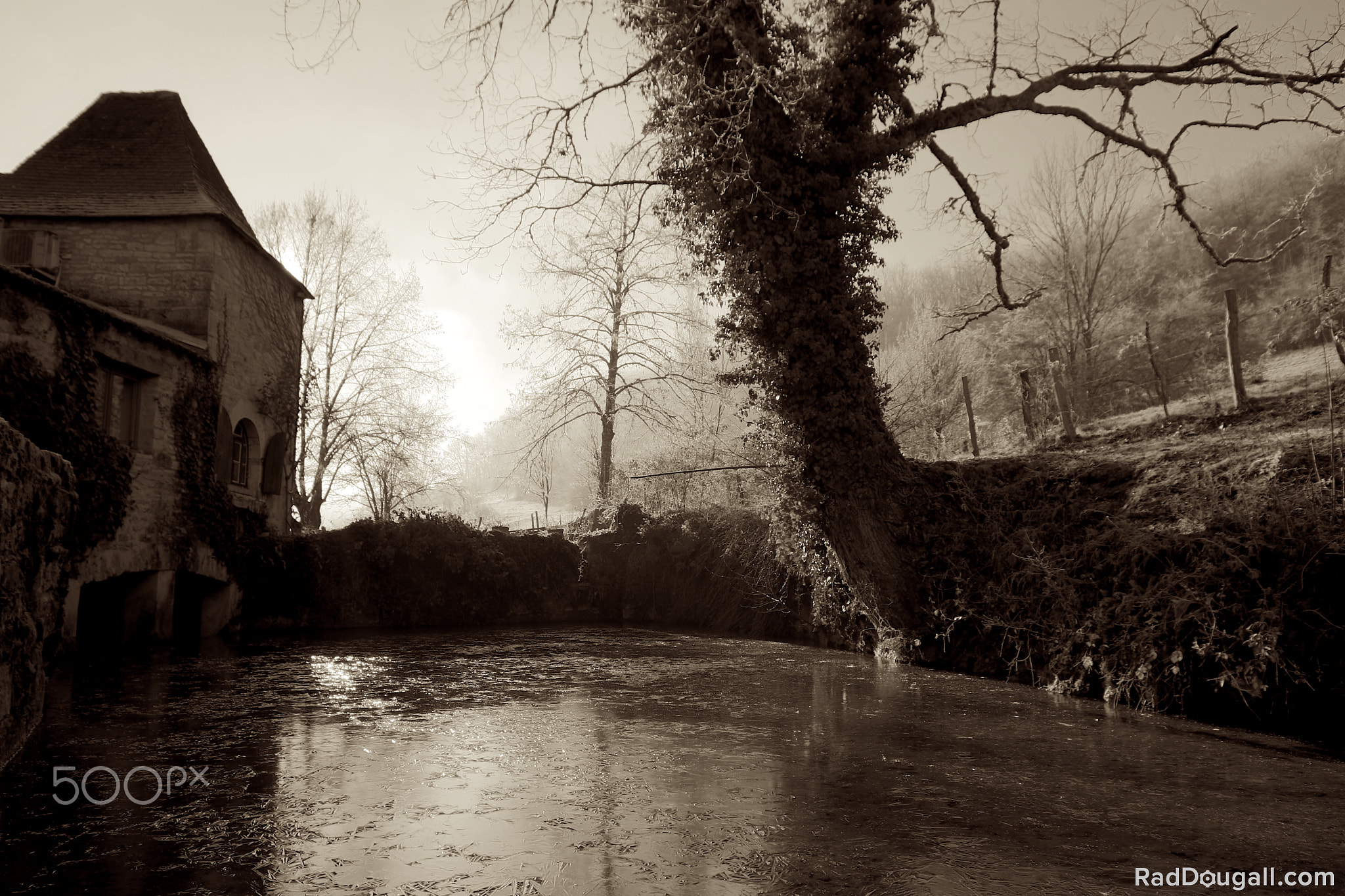
Ancien moulin sur le Rionnet à Lasvaux.

Le territoire communal est traversé par la Tourmente, le Vignon, affluent de cette dernière et par le Rionet, affluent du Vignon. La tourmente conduit l'ensemble des eaux du bassin vers la Dordogne.

### Climat
Pour des articles plus généraux, voir Climat de l'Occitanie et Climat du Lot.
En 2010, le climat de la commune est de type climat océanique altéré, selon une étude s'appuyant sur une série de données couvrant la période 1971-2000. En 2020, Météo-France publie une typologie des climats de la France métropolitaine dans laquelle la commune est dans une zone de transition entre le climat océanique altéré et le climat de montagne ou de marges de montagne et est dans la région climatique Ouest et nord-ouest du Massif Central, caractérisée par une pluviométrie annuelle de 900 à 1 500 mm, maximale en automne et en hiver.
Pour la période 1971-2000, la température annuelle moyenne est de 12,7 °C, avec une amplitude thermique annuelle de 15,5 °C. Le cumul annuel moyen de précipitations est de 974 mm, avec 11,1 jours de précipitations en janvier et 6,7 jours en juillet. Pour la période 1991-2020, la température moyenne annuelle observée sur la station météorologique la plus proche, située sur la commune de Lunegarde à 34 km à vol d'oiseau, est de 12,6 °C et le cumul annuel moyen de précipitations est de 828,1 mm,. Pour l'avenir, les paramètres climatiques de la commune estimés pour 2050 selon différents scénarios d’émission de gaz à effet de serre sont consultables sur un site dédié publié par Météo-France en novembre 2022.

## Urbanisme

### Typologie
Au 1er janvier 2024, Le Vignon-en-Quercy est catégorisée commune rurale à habitat dispersé, selon la nouvelle grille communale de densité à sept niveaux définie par l'Insee en 2022.
Elle est située hors unité urbaine. Par ailleurs la commune fait partie de l'aire d'attraction de Brive-la-Gaillarde, dont elle est une commune de la couronne,. Cette aire, qui regroupe 80 communes, est catégorisée dans les aires de 50 000 à moins de 200 000 habitants,.

### Risques majeurs
Le territoire de la commune duLe Vignon-en-Quercy est vulnérable à différents aléas naturels : météorologiques (tempête, orage, neige, grand froid, canicule ou sécheresse), inondations, feux de forêts et séisme (sismicité très faible). Il est également exposé à deux risques technologiques,  le transport de matières dangereuses et la rupture d'un barrage. Un site publié par le BRGM permet d'évaluer simplement et rapidement les risques d'un bien localisé soit par son adresse soit par le numéro de sa parcelle.

#### Risques naturels
Certaines parties du territoire communal sont susceptibles d’être affectées par le risque d’inondation par débordement de cours d'eau, notamment la Tourmente. La cartographie des zones inondables en ex-Midi-Pyrénées réalisée dans le cadre du XIe Contrat de plan État-région, visant à informer les citoyens et les décideurs sur le risque d’inondation, est accessible sur le site de la DREAL Occitanie. La commune a été reconnue en état de catastrophe naturelle au titre des dommages causés par les inondations et coulées de boue survenues en 1982, 1989, 1992, 1993, 1999 et 2001,.
Le Vignon-en-Quercy est exposée au risque de feu de forêt. Un plan départemental de protection des forêts contre les incendies a été approuvé par arrêté préfectoral le 30 novembre 2015 pour la période 2015-2025. Les propriétaires doivent ainsi couper les broussailles, les arbustes et les branches basses sur une profondeur de 50 mètres, aux abords des constructions, chantiers, travaux et installations de toute nature, situées à moins de 200 mètres de terrains en nature
de bois, forêts, plantations, reboisements, landes ou friches. Le brûlage des déchets issus de l’entretien des parcs et jardins des ménages et des collectivités est interdit. L’écobuage est également interdit, ainsi que les feux de type méchouis et barbecues, à l’exception de ceux prévus dans des installations fixes (non situées sous couvert d'arbres) constituant une dépendance d'habitation.

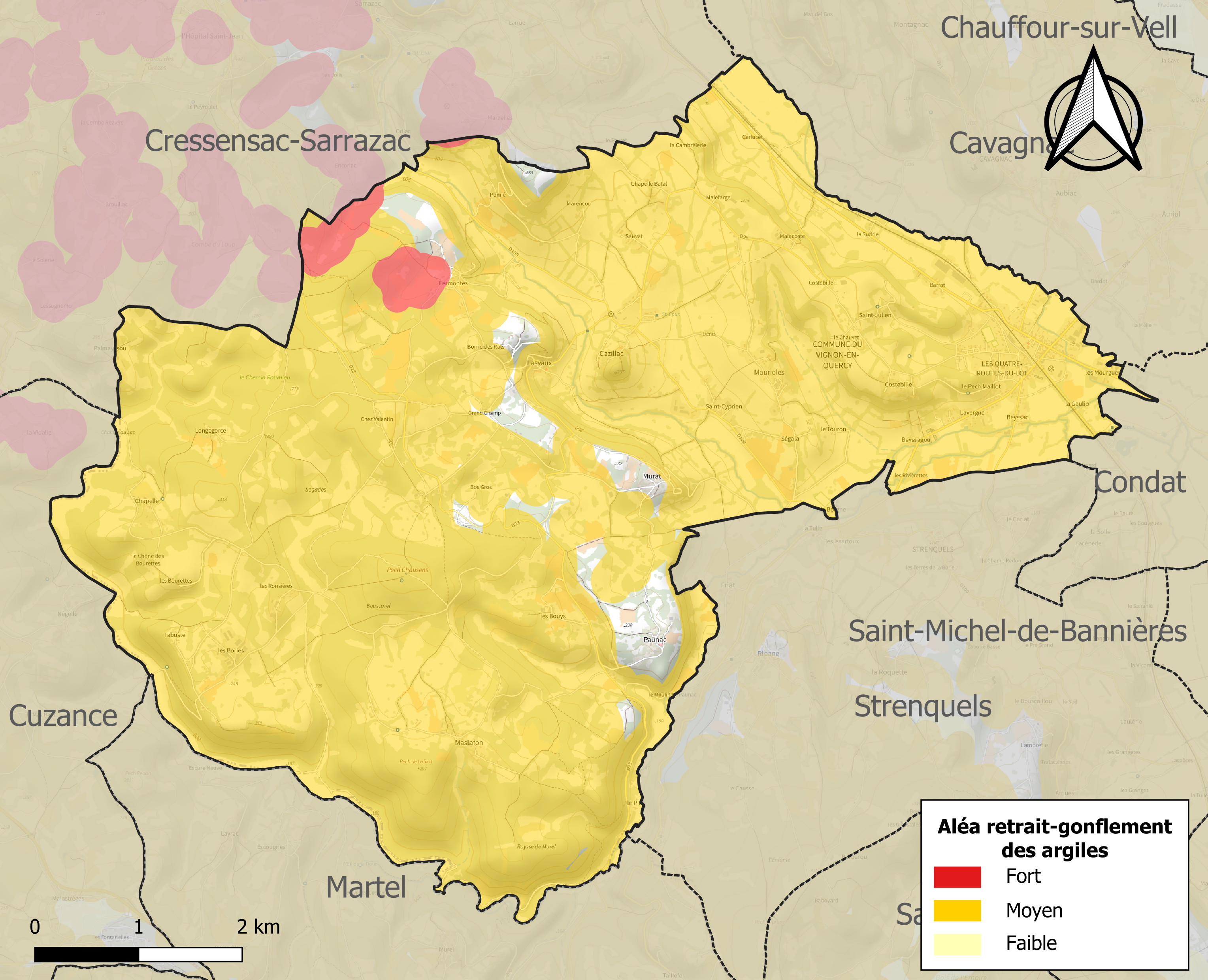
Carte des zones d'aléa retrait-gonflement des sols argileux duLe Vignon-en-Quercy.

Le retrait-gonflement des sols argileux est susceptible d'engendrer des dommages importants aux bâtiments en cas d’alternance de périodes de sécheresse et de pluie. 96,1 % de la superficie communale est en aléa moyen ou fort (67,7 % au niveau départemental et 48,5 % au niveau national). Sur les 594 bâtiments dénombrés sur la commune en 2019, 558 sont en aléa moyen ou fort, soit 94 %, à comparer aux 72 % au niveau départemental et 54 % au niveau national. Une cartographie de l'exposition du territoire national au retrait gonflement des sols argileux est disponible sur le site du BRGM,.
Par ailleurs, afin de mieux appréhender le risque d’affaissement de terrain, l'inventaire national des cavités souterraines permet de localiser celles situées sur la commune.
Concernant les mouvements de terrains, la commune a été reconnue en état de catastrophe naturelle au titre des dommages causés par la sécheresse en 1989, 1993 et 2018 et par des mouvements de terrain en 1999.

#### Risques technologiques
Le risque de transport de matières dangereuses sur la commune est lié à sa traversée par une infrastructure ferroviaire. Un accident se produisant sur une telle infrastructure est susceptible d’avoir des effets graves sur les biens, les personnes ou l'environnement, selon la nature du matériau transporté. Des dispositions d’urbanisme peuvent être préconisées en conséquence.
La commune est en outre située en aval des barrages de Saint-Étienne-Cantalès et de Bort-les-Orgues, des ouvrages de classe A disposant d'une retenue de respectivement 133 millions et 477 millions de mètres cubes,. À ce titre elle est susceptible d’être touchée par l’onde de submersion consécutive à la rupture d'un de ces ouvrages.

## Toponymie
Le nom imposé pour la nouvelle collectivité rappelle qu'elle est traversée par le Vignon et est située dans le Quercy.

## Histoire
La commune nouvelle est créée au 1er janvier 2019 par un arrêté préfectoral du 14 décembre 2018.
Des médias se sont fait écho d'une indignation marquée parmi une partie de la population des deux communes fusionnées, se disant choquée par le fait que les élus aient agi précipitamment et surtout en dehors de toute concertation,. De même, le nom retenu pour le nouvel ensemble n'a fait l'objet d'aucun choix collectif. On peut penser que des références historiques auraient été bienvenues. A titre d'exemple, le nom de l'ancienne Paroisse de Beyssac, en partie située sur le territoire de Cazillac avant la création de la commune des Quatre-Routes en 1912 et qui a constitué le socle de cette dernière, aurait pu utilement être remis au goût du jour, en le proposant au choix de la population sous la forme Beyssac-en-Quercy, ou Beyssac sur Vignon. De plus, l'option prise pour "le Vignon", en incluant l'article, conjugué à des règles administratives comme souvent rigides, a conduit à ce que soit inscrit partout "commune de Le Vignon-en-Quercy" au lieu de "commune du Vignon en Quercy", comme le prévoient la langue Française et le bon sens. Il existe peu d'exemple de villes portant le même nom qu'un cours d'eau, ce qui évite les confusions. Mais citons les cas de la ville de Corrèze, que l'on s'est gardé de baptiser "la Corrèze" comme la rivière. Il en est de même pour Mayenne.
Par ailleurs, il est permis de s'interroger quant à la pertinence d'une fusion entre deux communes dont la densité de population diffère d'un rapport 10.
Par la suite un recours contentieux est déposé auprès du tribunal administratif de Toulouse. Le jugement rendu public le 13 décembre 2019 annule l'arrêté de création de la commune nouvelle sur une irrégularité de procédure concernant la consultation des institutions représentatives du personnels des deux communes. Le jugement donne jusqu'au 1er juillet 2020 pour procéder aux consultations omises ou mettre en œuvre l'annulation de la fusion. Nicole Casagrande, maire sortante de la commune nouvelle, annonce qu’il convient de régulariser le processus de fusion des communes de Cazillac et des Quatre-Routes du Lot, qui selon elle est indispensable pour éviter « la mort des deux communes, Les Quatre-Routes et Cazillac ».

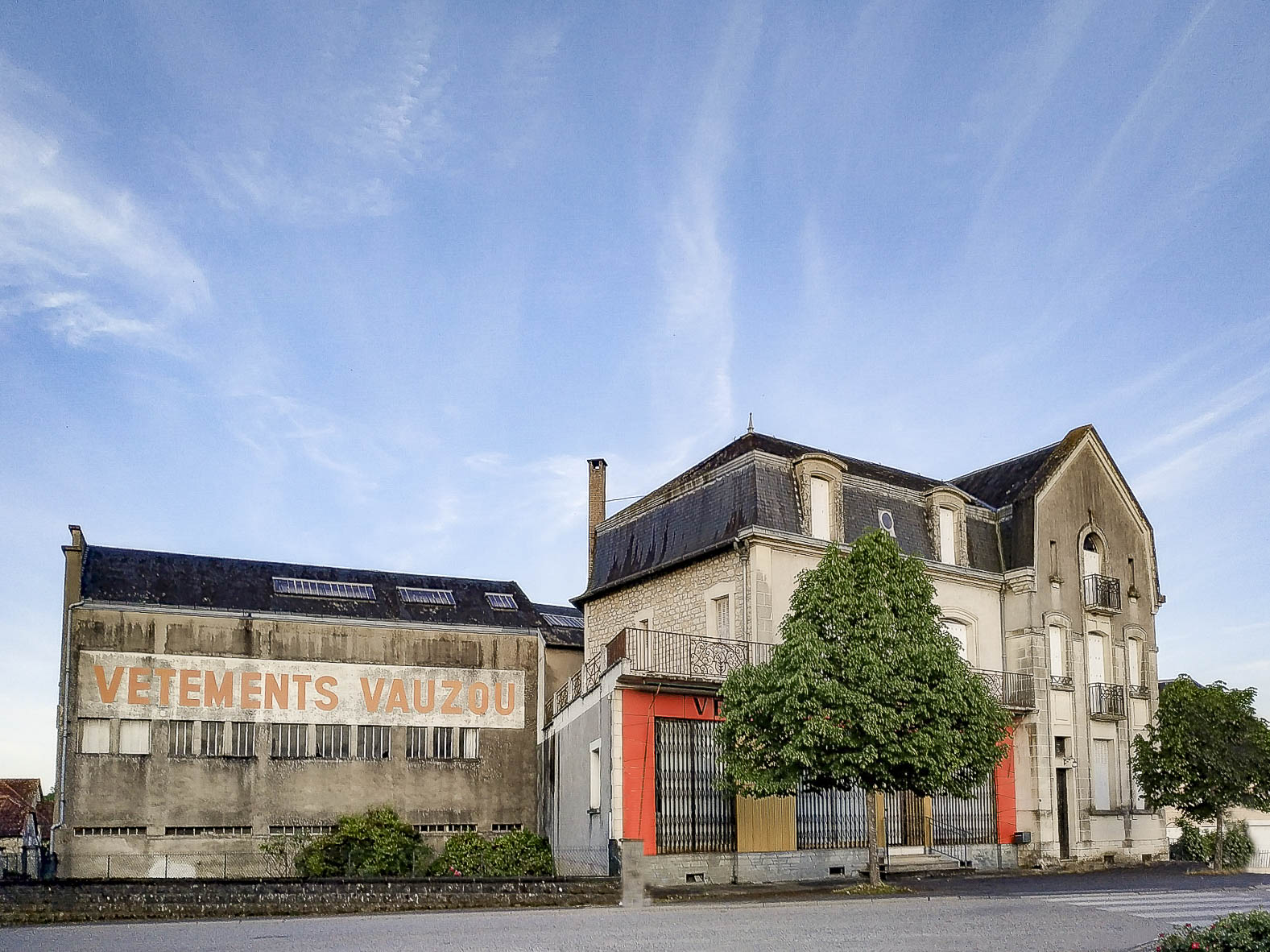
Témoignage du passé industriel de la commune

## Politique et administration

### Rattachements administratifs et électoraux
Rattachements administratifs
La commune nouvelle se trouve dans l'arrondissement de Gourdon du département du Lot.
Rattachements électoraux
Pour les élections départementales, la commune fait partie depuis 2014 du canton de Martel
Pour l'élection des députés, elle fait partie de la deuxième circonscription du Lot.

### Intercommunalité
Le Vignon-en-Quercy est membre de la communauté de communes Causses et Vallée de la Dordogne, un établissement public de coopération intercommunale (EPCI) à fiscalité propre créé en 2015.

### Liste des maires
| Période      | Période                   | Identité          | Étiquette | Qualité                           |
| ------------ | ------------------------- | ----------------- | --------- | --------------------------------- |
| janvier 2019 | mai 2020                  | Nicole Casagrande |           | Maire du Vignon-en-Quercy         |
| mai 2020 ,   | En cours (au 30 mai 2020) | Marielle Alary    | PS        | Professeure d‘Histoire Géographie |

### Communes déléguées
| Nom                              | Code Insee | Intercommunalité                    | Superficie (km2) | Population (dernière pop. légale) | Densité (hab./km2) |
| -------------------------------- | ---------- | ----------------------------------- | ---------------- | --------------------------------- | ------------------ |
| Les Quatre-Routes-du-Lot (siège) | 46232      | CC Causses et Vallée de la Dordogne | 2,8              | 601 (2016)                        | 215                |
| Cazillac                         | 46067      | CC Causses et Vallée de la Dordogne | 19,02            | 427 (2016)                        | 22                 |

## Population et société

### Démographie
| 1968 | 1975 | 1982 | 1990 | 1999 | 2006  | 2011  | 2016  |
| ---- | ---- | ---- | ---- | ---- | ----- | ----- | ----- |
| 952  | 981  | 965  | 914  | 925  | 1 022 | 1 089 | 1 028 |

## Culture locale et patrimoine

### Lieux et monuments
- Saint-Julien (hameau)[Note 3], anciennement prieuré puis paroisse Saint-Julien de Cazillac qui a appartenu successivement à l'Abbaye Saint-Pierre de Beaulieu-sur-Dordogne (932), aux Templiers de la commanderie du Bastit du Causse (1262) puis aux Hospitaliers du grand prieuré d'Auvergne (1319)[33].
- Église Notre-Dame-de-la-Nativité de Lasvaux. L'édifice a été classé au titre des monuments historiques en 1965[34]. Le maître-autel, deux gradins et le tabernacle sont référencés dans la base Palissy[34].
- Église Saint-Martial des Quatre-Routes-du-Lot. L'édifice est référencé dans la base Mérimée et à l'Inventaire général Région Occitanie[35].
- Église Saints-Côme-et-Damien de Paunac.
- Église Saint-Vincent de Cazillac.